# جون كيربي (سياسي أمريكي)
جون فرنسيس كيربي (مواليد 3 يونيو 1963) هو سياسي وعسكري أمريكي، يشغل منذ مايو 2022 منصب منسق مجلس الأمن القومي الأمريكي للاتصالات الاستراتيجية في البيت الأبيض. وفي فبراير 2024 رقيّ إلى مستشار اتصالات الأمن القومي بالبيت الأبيض ومساعد للرئيس الأمريكي.

## تحصيله العلمي
تخرج جون كيربي من جامعة جنوب فلوريدا عام 1985، وحصل على درجة الماجستير من جامعة تروي في مجال العلاقات الدولية، كما نال الماجستير في الأمن القومي والدراسات الاستراتيجية من أكاديمية الولايات المتحدة البحرية.

## حياته العسكرية والسياسية
في سبتمبر 1986 التحق كيربي بالبحرية الأميركية، كما خدم في الجيش الأمريكي لمدة تزيد عن 28 عامًا، قبل أن يتقاعد برتبة عميد بحري في عام 2015., شغل عددًا من المناصب منها مساعدًا لوزير الخارجية الأمريكية، ومتحدثًا باسم وزارة الخارجية الأمريكية، ومساعدًا لوزير الدفاع الأمريكي للشؤون العامة، ومتحدثًا باسم وزارة الدفاع الأمريكية. في مايو 2022 كلفه الرئيس الأمريكي جو بايدن بمنصب منسق مجلس الأمن القومي الأمريكي للاتصالات الاستراتيجية في البيت الأبيض.

## الجوائز
- وسام الخدمة البحرية المتميزة
- وسام الخدمة المتفوقة في الدفاع
- وسام الاستحقاق
- وسام الخدمة الجديرة بالتقدير (اربعة جوائز)
- وسام الخدمة المشتركة
- ميدالية الثناء من القوات البحرية ومشاة البحرية
- ميدالية الإنجاز لقوات البحرية ومشاة البحرية.[4]